# Schrattenhofen
Schrattenhofen ist ein Gemeindeteil der Stadt Harburg im Landkreis Donau-Ries (Regierungsbezirk Schwaben, Bayern).

## Lage
Das Dorf Schrattenhofen liegt nordwestlich von Harburg im Nördlinger Ries. Es liegt knapp westlich des Kraterrandes direkt an der an dieser Stelle nord-südlich fließenden Wörnitz.

## Geschichte
Obwohl nur ein kleines Dorf, war Schrattenhofen in der Vergangenheit weithin berühmt: Fürst Albrecht Ernst II. zu Oettingen-Oettingen ließ Anfang des 18. Jahrhunderts das Schloss Tiergarten, ein Lustschloss mit Belvedere, erbauen. Außerdem gab es noch ein weiteres Schloss in Schrattenhofen, das Dorfschlösschen, das schon längst nicht mehr existiert.
1737 zog die Oettinger Porzellanmanufaktur aus Oettingen nach Schrattenhofen in den Tiergarten um. 1757 bis Mitte des 19. Jahrhunderts wurden die weithin berühmten Fayencen in Schrattenhofen hergestellt.
Schrattenhofen war eine selbständige Gemeinde im Landkreis Nördlingen und wurde im Zuge der Gebietsreform in Bayern am 1. Januar 1972 in die Gemeinde Heroldingen eingegliedert. Heroldingen wiederum wurde am 1. Juli 1972 dem Landkreis Nördlingen-Donauwörth, der seit dem 1. Mai 1973 Landkreis Donau-Ries heißt, zugeschlagen. Heroldingen wurde mit Schrattenhofen am 1. Mai 1978 in die Stadt Harburg (Schwaben) eingegliedert.

## Kirchliche Zugehörigkeit
Die Protestanten von Schrattenhofen gehören zur evangelischen Pfarrei Sankt Martin in Heroldingen.

Die Katholiken von Schrattenhofen gehören zur Pfarrei Mutterschaft Mariens in Hoppingen.

## Verkehr
Direkt westlich von Schrattenhofen führt die nordsüdlich verlaufende Staatsstraße 2221 von Oettingen in Bayern vorbei, die zwei Kilometer südlich in die Bundesstraße 25 mündet.

## Persönlichkeiten
- Johann Sperl (* um 1718 in Schrattenhofen; † 25. Juni 1796 in Ludwigsburg), deutscher Blaumaler, Fayencemaler, Porzellanmaler und Majolikamaler